# Li Qiang
För andra betydelser, se Li Qiang (olika betydelser).
Li Qiang född 23 juli 1959 i Rui'an, Zhejiang, är en kinesisk kommunistisk politiker och Folkrepubliken Kinas premiärminister. Han är den andra högst rankade ledamoten politbyråns ständiga utskott.

## Politisk karriär
Li Qiang blev yrkesverksam 1976 och gick med i Kinas kommunistiska parti 1983.

### Provinspolitik
Han var ställföreträdande partichef i Zhejiang-provinsen 2011-2016 och åren 2013-2016 var han guvernör i provinsen. På partikongressen 2012 valdes han in som suppleant i den artonde centralkommittén i Kinas kommunistiska parti. Då hans karriär i Zhejiang överlappar med Xi Jingpings anses han ha knutits till Xis maktkrets vid den tiden.
Han valdes in i den nittonde politbyrån i Kinas kommunistiska parti 2017 och var partisekreterare i Shanghai åren 2017-22. Han var ansvarig för de nedstängningar i Shanghai som bidrog till covid-19-protesterna i Kina 2022.

### Premiärminister
På kommunistpartiets tjugonde kongress i oktober 2022 valdes han in i politbyråns ständiga utskott. Han efterträdde Li Keqiang som Kinas premiärminister vid Nationella folkkongressens session 11 mars 2023.